# Leslie Milne
Leslie Milne, nach Heirat Leslie Woods Milne, (* 17. Oktober 1956 in Framingham, Massachusetts) ist eine ehemalige Hockey-Spielerin aus den Vereinigten Staaten. Sie gewann 1984 eine olympische Bronzemedaille.

## Leben
Leslie Milne war Mitglied der Damen-Hockeynationalmannschaft der Vereinigten Staaten bei den Olympischen Spielen 1984 in Los Angeles. Dort trafen in der Gruppenphase alle sechs teilnehmenden Teams aufeinander. Es siegten die Niederländerinnen vor den Deutschen. Dahinter lagen die Mannschaft der Vereinigten Staaten, die Australierinnen und die Kanadierinnen punktgleich. Während die Kanadierinnen ein negatives Torverhältnis hatten, lagen auch hier das US-Team und die Australierinnen gleichauf. Die beiden Teams trugen deshalb 15 Minuten nach dem Ende des letzten Spiels ein Siebenmeterschießen um die Bronzemedaille aus, das die Amerikanerinnen mit 10:5 gewannen. Milne wirkte in allen Spielen mit, beim abschließenden Siebenmeterschießen gehörte sie nicht zu den fünf Schützinnen.
Leslie Milne spielte Basketball und Hockey am Williams College. Von 1978 bis 1984 gehörte sie zur Hockey-Nationalmannschaft, sie trainierte in Boston gemeinsam mit Christine Larson-Mason. Nach 1984 absolvierte sie ein Medizinstudium an der Temple University und der University of California, San Diego. Nach Abschluss ihrer Facharztausbildung war sie in Boston als Notfallärztin am Massachusetts General Hospital.